# Гіртс Анкіпанс
Гіртс Анкіпанс (латис. Ģirts Ankipāns; нар. 29 листопада 1975, Рига, Латвія) — латвійський хокеїст, лівий нападник.
Виступав за «Ессаміка» (Огре), «Юніорс» (Рига), ХК «Ліллегаммер», «Браунлагу», ХК «Нойвід», «Тіммендорфер Странд», ХК «Рига 2000», ХК «Фюссен», «Динамо» (Мінськ), «Динамо» (Рига), «Металургс» (Лієпая).
У складі національної збірної Латвії учасник зимових Олімпійських ігор 2006 і 2010, учасник чемпіонатів світу 2003, 2005, 2009 і 2011. У складі молодіжної збірної Латвії учасник чемпіонату світу 1995 (дивізіон I).
Досягнення
- Чемпіон Латвії (2004, 2005, 2006, 2007).